# 소녀주의보
소녀주의보(영어: GSA, Girls Alert)는 2017년 5월 25일에 데뷔한 대한민국의 3인조 걸 그룹이다.

## 활동
소녀주의보는 2017년 4월 24일에 첫 번째 디지털 싱글 〈소녀지몽〉의 쇼케이스를 열고, 5월 25일에 발매하였다. 이후 청소년을 위한 무료 공연을 100회 진행하였다. 이듬해인 2018년 5월 18일, 소녀주의보는 두 번째 디지털 싱글 〈키다리아저씨〉를 발매하였으며, 작곡가 제이 리(Jay Lee)가 재능기부 형태로 참여하였다. 임창정의 매니저였던 뿌리 엔터테인먼트의 김태현 대표는 아이돌 그룹을 보고 꿈을 열망하기만 하는 청소년들이 현실을 인지하고 삶의 목표를 찾을 수 있게 하겠다며, 소녀주의보를 통하여 청소년을 위한 복지를 제공하는 것이 소녀주의보의 제작 의도라고 밝혔다.
2018년 12월에 멤버 겨울이 탈퇴하였다. 2019년 8월 19일, 소녀주의보는 세 번째 디지털 싱글 〈We Got The Power〉를 발매하였다. 이 싱글은 종전의 청순 콘셉트에서 벗어나 걸크러시 콘셉트를 취한 곡으로, 새 멤버로 나린이 합류한 후 처음 발매하는 곡이며, 안무를 멤버 중 구슬이 창작하였다.
소녀주의보는 음악 방송에 출연하기보다 복지관이나 보육원을 찾아 봉사활동을 진행하고 공연하는 등의 행보로 ‘복지돌’이라는 이름을 얻었으며, 지성은 60kg를 조금 넘는 건강한 몸으로 ‘육십돌’으로도 알려졌다. 데뷔 초기에는 알파카 프로덕션에서 제작을 담당하고, 뿌리 엔터테인먼트에서 매니지먼트를 담당하였으며, 사계절을 상징하는 네 장의 싱글을 발매한 뒤 일 년 동안 정규 음반으로 발전시킬 계획이었다. 그러나 첫 번째 디지털 싱글 이후 알파카 프로덕션은 제작에 관여하지 않고 있으며, 정규 음반도 아직 발매된 바 없다.
2020년 4월 10일 멤버 나린이 탈퇴하였다. 그 후 4월 24일 멤버 샛별은 소속사가 코로나19로 인해 경영 어려움을 느끼면서 계약해지와 함께 탈퇴하였다. 남은 멤버들은 소속사와 계약은 해지하였지만 계속 남아서 소녀주의보 활동을 이어간다고 밝혔다. 4월 27일 재계약하였다.

## 구성원
| 이름 | 소개 |
| ---- | --- |
| 지성 | - 본명: 윤지성 - 생년월일: 1999년 8월 6일(25세) - 출생지: 대한민국 경기도 수원시 - 학력: 청명고등학교 - 포지션: 리더, 서브보컬 - 활동기간: 2017년 5월 25일~                         |
| 슬비 | - 본명: 김민정 - 생년월일: 1999년 10월 28일(25세) - 출생지: 대한민국 대전광역시 - 학력: 한밭고등학교 - 포지션: 서브보컬, 리드댄서 - 활동기간: 2017년 5월 25일~                      |
| 구슬 | - 본명: 이여름 - 생년월일: 2001년 8월 18일(23세) - 출생지: 대한민국 경기도 파주시 - 학력: 서울공연예술고등학교 실용무용과 - 포지션: 메인보컬, 메인댄서 - 활동기간: 2017년 5월 25일~ |

### 이전 구성원
| 이름 | 소개 |
| ---- | --- |
| 겨울 | - 본명: 장지호 - 생년월일: 1998년 12월 13일(26세) - 출생지: 대한민국 강원도 속초시 - 학력: 속초여자고등학교 - 활동기간: 2017년 5월 25일~2019년 12월                                        |
| 나린 | - 본명: 이은서 - 생년월일: 2004년 10월 28일(20세) - 출생지: 대한민국 경상북도 군위군 - 학력: 선화여자중학교 - 포지션: 메인보컬 - 활동기간: 2019년 8월~2020년 4월 10일                      |
| 샛별 | - 본명: 전유진 - 생년월일: 2001년 2월 27일(24세) - 출생지: 대한민국 충청북도 청주시 - 학력: 한림연예예술고등학교 실용음악과 - 포지션: 서브보컬 - 활동기간: 2017년 5월 25일~2020년 4월 24일 |

## 음반 목록

### 디지털 싱글
| 제목             | 정보 | 순위     | 순위     | 판매량        |
| 제목             | 정보 | KOR 주간 | KOR 월간 | 판매량        |
| ---------------- | --- | -------- | -------- | ------------- |
| 소녀지몽         | - 발매일: 2017년 5월 25일 - 레이블: 오감 엔터테인먼트 - 포맷: 디지털 다운로드 트랙 리스트 1. 소녀지몽 2. 두근두근                                                               | ―        | ―        | - 대한민국: ? |
| 키다리아저씨     | - 발매일: 2018년 5월 18일 - 레이블: 오감 엔터테인먼트 - 포맷: 디지털 다운로드 트랙 리스트 1. 키다리아저씨 2. 너였으면 좋겠어 3. 키다리아저씨 (Inst.) 4. 너였으면 좋겠어 (Inst.) | ―        | ―        | - 대한민국: ? |
| We Got The Power | - 발매일: 2019년 8월 19일 - 레이블: 오감 엔터테인먼트 - 포맷: 디지털 다운로드 트랙 리스트 1. We Got The Power 2. We Got The Power (Inst.)                                       | ―        | ―        | - 대한민국: ? |

## 음반 외 활동

### 텔레비전 프로그램

#### 드라마
| 연도 | 방송사 | 제목              | 출연자 | 역할      | 참고 |
| ---- | ------ | ----------------- | ------ | --------- | ---- |
| 2018 | tvN D  | 통통한 연애       | 샛별   | 공수린 역 |      |
| 2018 | tvN D  | 통통한 연애       | 구슬   | 임구슬 역 |      |
| 2019 | tvN D  | 통통한 연애 시즌2 | 샛별   | 공수린 역 |      |
| 2019 | tvN D  | 통통한 연애 시즌2 | 구슬   | 임구슬 역 |      |

#### 방송
| 연도 | 방송사 | 제목     | 출연자 | 역할   | 참고 |
| ---- | ------ | -------- | ------ | ------ | ---- |
| 2017 | JTBC   | 믹스나인 | 전원   | 참가자 |      |

### 광고 및 홍보대사
| 연도 | 경력                 | 참여자 |
| ---- | -------------------- | ------ |
| 2017 | 헤럴드에듀           | 전원   |
| 2017 | 69SLAM KOREA         | 지성   |
| 2018 | 포티움               |        |
| 2018 | 서울시장애인스키협회 |        |
| 2018 | 종로경찰서           | 전원   |
| 2018 | 착한마을축제         |        |
| 2019 | 앤365렌즈            |        |
| 2019 | 더유핏               |        |
| 2019 | 도우덱인터네셔널     |        |
| 2019 | 스타그래비           |        |
| 2019 | 라파데오             |        |
| 2019 | 제이엘컴퍼니         | 전원   |